# Roger de Vitton
Roger Marie Joseph Xavier de Vitton de Peyruis, dit Roger de Vitton, né le 15 mars 1925 à Keryado (Morbihan), mort le 1er juillet 1980 à Auray, est un homme politique français, député du Morbihan de 1968 à 1973 sous l'étiquette des Républicains indépendants.

## Biographie
Roger de Vitton de Peyruis était le troisième enfant de Roger de Vitton de Peyruis, fondateur de la Coopérative agricole de la région de Lorient, et de Noémie d'Aboville (fille du général Henri d'Aboville). Régis Valette écrit que la famille de Vitton a été anoblie en 1750 par une charge de secrétaire du roi[réf. à confirmer]. Elle habitait le château de Kerlétu en Keryado qui était une ancienne propriété de la Compagnie des Indes remaniée au fil des années, détruite par une bombe incendiaire en 1944 puis reconstruite ensuite.
Candidat aux élections municipales de 1959 à Lorient, sur la liste conduite par Louis Glotin, il devient adjoint au maire de Lorient après la victoire de Glotin. Il est élu député du Morbihan en 1968.
Roger de Vitton a une rue à son nom à Keryado, Lorient, quartier du bois du Château.